# Suuri-Liimo
Suuri-Liimo är en sjö i kommunen Libelits i landskapet Norra Karelen i Finland. Den är 9 meter djup. Arean är 41 hektar och strandlinjen är 3,46 kilometer lång. Sjön  ingår i Vuoksens huvudavrinningsområde.   Den ligger omkring 38 kilometer sydväst om Joensuu och omkring 330 kilometer nordöst om Helsingfors. 